# فرانكلين فلوريس
فرانكلين فلوريس (بالإسبانية: Franklin Flores)‏ هو لاعب كرة قدم هندوراسي في مركز الدفاع، ولد في 1996. لعب مع نادي فيكتوريا.

## وصلات خارجية
- فرانكلين فلوريس على موقع قاعدة بيانات كرة القدم.إي يو (الإنجليزية)
- فرانكلين فلوريس على موقع ناشيونال فوتبول تيمز (الإنجليزية)
- فرانكلين فلوريس على موقع Soccerway.com (الإنجليزية)
- فرانكلين فلوريس على موقع عالم كرة القدم.نت (الإنجليزية)